# Matthew Vaughn
Matthew de Vere Drummond (Londres, el 7 de marzo de 1971), más conocido como Matthew Vaughn, es un director, productor de cine y guionista británico. Actualmente Vaughn es considerado un cineasta de culto, principalmente por su trabajo en películas como Layer Cake (2004), Stardust (2007), Kick-Ass (2010), X-Men: primera generación (2011) y Kingsman: servicio secreto (2014). 
En 2002 contrajo matrimonio con la supermodelo alemana Claudia Schiffer.

## Biografía
Cuando fue concebido, su madre, la actriz Kathy Ceaton, estaba al borde de terminar su relación con Robert Vaughn, quien se pensaba que era el padre de Matthew. Robert se negaba a reconocerlo como su hijo y la disputa fue solucionada por la Corte Suprema de Los Ángeles. Para aquel entonces Matthew ya tenía 10 años y poco recordaba de su infancia temprana en Londres. Resultó que su verdadero padre era un aristócrata británico de nombre George Albert Harley Drummond, ahijado del rey Jorge VI.
Por un tiempo se pensó que Matthew podía llegar a ser heredero de la Condesa de Oxford, pero finalmente la ilegalidad de la concepción terminó por alejarlo de un título de nobleza. Ajeno a todos estos aspectos de la vida social, Matthew creció internado en la Stowe School, localizada en Buckingham, Inglaterra. Cuando tuvo la edad para ingresar a la universidad, se tomó un año sabático para viajar a lo largo y ancho del mundo en un tour del Hard Rock Café.
Al término de este en la ciudad de Los Ángeles, tomó un empleo como asistente de dirección y poco después regresó a Londres para estudiar antropología e historia en la University College London. Después de algunas semanas de pensarlo someramente, se dio cuenta de que el cine ya había captado su total atención. De este modo reunió algo de dinero y regresó a Los Ángeles para iniciar su carrera dentro del mundo del espectáculo. Desplazado, voló de vuelta a Londres. En 1995 participó como productor en el poco conocido thriller The Innocent Sleep (El sueño inocente), donde conoció a Guy Ritchie, escritor, director y exesposo de la diva del pop Madonna.
Ritchie lo invitó a ayudarlo en la producción de Lock, Stock and Two Smoking Barrels, un thriller y comedia negra que alcanzó mucho éxito. Con solo 800 mil libras de presupuesto y una breve aparición de Sting, los dos amigos ganaron nueve millones de dólares cada uno. Inmediatamente después de esto, la dupla se hizo mundialmente famosa, adquiriendo la posibilidad de rodar Snatch (Snatch, cerdos y diamantes). En la misma actuaron Brad Pitt, Benicio del Toro y Dennis Farina, constituyendo un nuevo éxito de taquilla. Más tarde, en 2001, Vaughn volvió a trabajar con Ritchie en la producción de Mean Machine, a la que le siguió la comedia romántica Swept Away (Barridos por la marea), con Madonna como protagonista y con un presupuesto de 10 millones de dólares. El filme fracasó estrepitosamente en las taquillas.
El 25 de mayo de 2002 contrajo matrimonio con Claudia Schiffer, a quien le había regalado una tortuga en lugar de un anillo de compromiso. La ceremonia de casamiento se celebró en la mansión de la actriz y más de 200 invitados asistieron a la fiesta. El 30 de enero de 2003 Vaughn se convirtió en el padre de Caspar Matthew y este fue seguido el 11 de noviembre de 2004 por su hermana Clementine. Actualmente la familia reside en Londres, en la mansión de Schiffer. Su lanzamiento como director se había dado ese mismo año, con Layer Cake (Crimen organizado). La misma contó con las actuaciones de Daniel Craig, Michael Gambon, Tom Hardy y la actriz y modelo Sienna Miller.
Después de haber alcanzado muy buenas críticas con su primer proyecto, comenzó a elaborar su adaptación de la novela Stardust, de Neil Gaiman. Fue estrenada en el 2007 y contó con la narración de su compatriota Ian McKellen y la actuación de Claire Danes, Michelle Pfeiffer y Robert De Niro. El largometraje acumuló más de 134 millones de dólares en ventas. En 2010 dirigió la película Kick-Ass, basada en el cómic homónimo, y en el 2011 realizó la película X-Men: primera generación. En 2014, realizó con gran éxito de taquilla y crítica otra película basada en un cómic, Kingsman: The Secret Service (Kingsman: servicio secreto).
En 2017 realizó a secuela de Kingsman, titulada Kingsman: The Golden Circle (Kingsman: El círculo dorado).

## Filmografía

### Cine
| Año  | Película                            | Director | Productor | Guionista | Notas |
| ---- | ----------------------------------- | -------- | --------- | --------- | --- |
| 1995 | The Innocent Sleep                  |          | Sí        |           | |
| 1998 | Lock, Stock and Two Smoking Barrels |          | Sí        |           | Nominado - BAFTA a la Mejor Película Británica |
| 2000 | Arrebatar                           |          | Sí        |           | |
| 2001 | Mean Machine                        |          | Sí        |           | |
| 2002 | Swept Away                          |          | Sí        |           | |
| 2003 | A Short Film About John Bolton      |          | Sí        |           | Documental |
| 2004 | Layer Cake                          | Sí       |           |           | Empire Award al mejor director británico Nominado - BAFTA a más prometedor recién llegado Nominado - Premio Británico Independiente Douglas Hickox Nominado - Premio Empire como actor revelación |
| 2007 | Stardust                            | Sí       | Sí        | Sí        | Premio Hugo a la mejor presentación dramática, forma larga |
| 2009 | Harry Brown                         |          | Sí        |           | |
| 2010 | Kick-Ass                            | Sí       | Sí        | Sí        | Gremio de Escritores del Gran Premio de Gran Bretaña al mejor guion original Nominado - British Independent Film Award al mejor director Nominado - British Independent Film Award al mejor guion Nominado - Broadcast Film Critics Association Award a la Mejor Película de Acción Nominado - Premio Empire al Mejor Director Nominado - Europeo Film Award a la Mejor película Nominación - Premio Evening Standard British Film a la Mejor película Nominado - Premio Evening Standard British Film al mejor guion Nominado - Premio a la Mejor película SFX |
| 2010 | The Debt                            |          | Sí        | Sí        | |
| 2011 | X-Men: primera generación           | Sí       |           | Sí        | Nominado - Scream Award al mejor director |
| 2013 | Kick-Ass 2                          |          | Sí        |           | |
| 2014 | X-Men: días del futuro pasado       |          |           | Sí        | |
| 2014 | Kingsman: el servicio secreto       | Sí       | Sí        | Sí        | |
| 2015 | Fantastic Four                      |          | Sí        |           | |
| 2016 | Eddie the Eagle                     |          | Sí        |           | |
| 2017 | Kingsman: El círculo dorado         | Sí       | Sí        | Sí        | |
| 2019 | Rocketman                           |          | Sí        |           | |
| 2021 | The King's Man                      | Sí       | Sí        | Sí        | |
| 2024 | Argylle                             | Sí       | Sí        |           | |

### Televisión
| Año  | Programa        | Rol                 | Notas      |
| ---- | --------------- | ------------------- | ---------- |
| 2000 | Lock, Stock     | Productor ejecutivo |            |
| 2003 | Swag            | Productor ejecutivo |            |
| 2003 | Alégrame el día | Productor ejecutivo | Documental |